# Hitohira
Hitohira (ひとひら?  lit. Petal) es un manga japonés escrito e ilustrado por Izumi Kirihara. La historia se desarrolla en torno una tímida chica llamada Mugi Asai quien tiene dudas del club al que se unirá en su escuela, pero antes de decidirse, es arrastrada a la Sociedad de Investigación de Drama y se convierte en uno de sus miembros. El manga fue serializado en la revista de manga seinen Comic High! el 22 de marzo de 2014 y publicado por Futabasha. El manga ha tenido licencia para su distribución en Norte América por Aurora Publishing; el primer y segundo volumen se publicaron en octubre y diciembre de 2008 respectivamente. La adaptación al anime, salió al aire en Japón entre el 28 de marzo de 2007 y 13 de junio de 2007, consta de 12 capítulos.

## Trama
Hitohira gira en torno un grupo de estudiantes de preparatoria, los personajes principales son miembros del Club de Drama o de la pequeña Sociedad de Investigación de Drama. En el centro, se encuentra el personaje principal, Mugi Asai, una tímida chica en su primer año de preparatoria. Al comienzo del año escolar, Mugi está insegura del club al cual se unirá, pero pronto capta la atención de la presidenta de la Sociedad de Investigación de Drama, Nono Ichinose después de escuchar la sorprendentemente potente voz de Mugi. Nono presiona a Mugi para que se una al club y, eventualmente, Mugi se une. Al principio, Mugi no pensó que sería tan mala y después, descubre que la Sociedad de Investigación de Drama va a producir dos obras de teatro ese año y Mugi debe actuar en ambas obras con distintos papeles debido a la falta de miembros en el club. A través del tiempo, la personalidad de Mugi cambia debido a la influencia que tienen los miembros del club en ella.

## Personajes

### Sociedad de Investigación de Drama
Mugi Asai (麻井麦 Asai Mugi?)
Mugi es el personaje principal de Hitohira. Es una chica muy tímida que sufre de baja autoestima y suele decir que es "imposible" si cree las cosas son muy difíciles para ella manejarlas. A pesar de tener un enorme miedo a ser el centro de atención, es presionada hasta unirse a la Sociedad de Investigación de Drama y decide quedarse después de descubrir la determinación de los tres miembros más antiguos del club. Mugi admira especialmente la determinación de Nono después de descubrir su enfermedad en las cuerdas vocales. Cuando Mugi entra en pánico, Nono la puede calmar lo sufucuente como para seguir actuando. Cuando se estresa, o a veces al azar, Mugi se desilusiona al imaginarse escenarios donde las cosas le pueden salir mal.
Nono Ichinose (一ノ瀬野乃 Ichinose Nono?)
Nono es la presidenta de la Sociedad de Investigación de Drama. Normalmente tiene una personalidad tranquila y siempre tiene la misma expresión. Sin embargo, cuando se enoja, se vuelve muy intimidante y es conocida por no cambiar de idea una vez que se ha decidido. Nono tiene una gran rivalidad con la presidenta del Club de Drama,  Mirei Sakaki y cada vez que se encuentran, pelean. Nono tiene una parálisis en sus cuerdas vocales y si fuerza mucho las mismas, podría perder su voz a una temprana edad. Nono fue miembro de la Sociedad del Drama pero después fundó la Sociedad de Investigación de Drama con ayuda de Takashi y Risaki porque quería seguir actuando, lo cual iba en contra de los deseos de Mirei.
Takashi Katsuragi (桂木たかし Katsuragi Takashi?)
Takashi es uno de los tres miembros fundadores de la Sociedad de Investigación de Drama. Tiene una personalidad que puede ser descrita como cool, tiene una fuerte determinación en cuanto a drama y actuación. Chitose Kanna del Club de Drama está secretamente enamorada de él y asiste a las juntas de la Sociedad de Investigación de Drama para acercarse a él. Takashi es muy inteligente; obtuvo el vigésimo quinto lugar en los exámenes de medio término al comienzo de la historia. Admite que le gusta Nono una vez que Chitose se le confiesa.
Risaki Nishida (西田理咲 Nishida Risaki?)
Risaki es el tercer miembro fundador de la Sociedad de Investigación de Drama. Tiene una fuerte personalidad que usa frecuentemente para hacer que su hermano menor Kai haga lo que ella quiera por el bien del club. No tiene miedo de usar la fuerza si se necesita, aun si se ha mostrado aterrorizada de Nono cuando está enojada.
Kai Nishida (西田甲斐 Nishida Kai?)
Kai es el hermano menor de Risaki y último miembro de la Sociedad de Investigación de Drama. Fue obligado a unirse al club por su hermana al mismo tiempo que Mugi. Por lo tanto, ambos comparten una extraña amistad debido a que ninguno de ellos quería pertenecer a la Sociedad. Tiempo después, comienza a tener sentimientos románticos hacia Mugi. Kai suele ser forzado por su hermana a hacer cosas por el club a costa del mismo.

### Club de Drama
Mirei Sakaki (榊美麗 Sakaki Mirei?)
Mirei es la presidenta del Club de Drama. Es muy seria y capaz de liderar al resto de los miembros del club. Tiene una gran rivalidad con Nono a pesar de haber sido amigas cercanas desde la primera vez que se conocieron hace algunos años. Mirei fue la que inicialmente convenció a Nono de unirse al Club de Drama al verla leer sola constantemente. Puede que también tenga sentimientos románticos por Nono,  como notó Takashi al observar cómo fue rechazada por Nono al ofrecerle ir bajo una sombrilla juntas. Si bien no lo muestra demasiado, se preocupa por Nono debido a sus problemas de salud. Trató de detener a Nono de usar su voz como actriz al no permitir que actuara en una obra, pero falló.
Chitose Kanna (神奈ちとせ Kanna Chitose?)
Chitose es una alumna de primer grado y nueva miembro del Club de Drama. Tiene una personalidad muy extrovertida y varias veces le resaltan que es muy atrevida en sus acciones. A pesar de ser miembrod del Club de Drama, suele ayudar a la Sociedad de Investigación de Drama con pequeñas tareas y ha llegado a motivar a Mugi cuando lo necesita. Chitose tiene sentimientos románticos hacia Takashi y lo apoya durante sus prácticas. Le dio Mugi el apodo de "Mugi-choco" y ella es llamada "Orinal" por Kayo. Después de su confesión a Takashi, se mantiene alegre a pesar de haber sido rechazada.
Haruko Tamaki (玉城春子 Tamaki Haruko?)
Sachie Ayase (綾瀬幸枝 Ayase Sachie?)
Shinji Kino (木野信二 Kino Shinji?)
Hibiki Kawasaki (川崎響 Kawasaki Hibiki?)
Minoru Yamaguchi (山口実 Yamaguchi Minoru?)
Sadaji Wakui (和久井貞冶 Wakui Sadaji?)

### Otros personajes
Kayo Tōyama (遠山佳代 Tōyama Kayo?)
Kayo es una amiga de Mugi y la ha conocido desde secundaria. Siempre motiva a Mugi a desarrollar más autoestima e intenta animarla es las sesiones de práctica de la Sociedad de Investigación de Drama. Kayo tiene un gran amor por la fotografía y es miembro del club de fotografía; le gusta tomarle fotos a Mugi y otros miembros de la Sociedad de Drama. Después de pasar su primer año en preparatoria con Mugi, se va de Japón a estudiar fotografía en el extranjero.
Kyōsuke Takeda (武田京介 Takeda Kyōsuke?)

## Medios

### Manga
La serie de manga Hitohira, escrita e ilustrada por Izumi Kirihara, fue serializada por la revista de seinen manga de Futabasha Comic High! entre el 22 de marzo de 2004 y 22 de mayo de 2009. Siete volúmenes encuadernados fueron publicados en Japón. El manga obtuvo la licencia para ser distribuido en Norte América por Aurora Publishing. Los primeros tres volúmenes fueron publicados en octubre del 2008 y febrero del 2009. Una historia paralela titulada Hitohira Encore (ひとひらアンコール?) fue serializada por Comic High! entre el 22 de julio de 2009 y 22 de enero de 2010. solo un volumen de Encore fue publicado el 12 de abril de 2010.

### Anime
La serie de anime fue producida por el estudio de animación Xebec M2, y dirigido por Akira Nishimori. Cuenta con 12 episodios emitidos entre el 28 de marzo de 2007 y 13 de junio de 2007. La canción de inicio y fin es un maxi sencillo titulado Yume, Hitohira y fue publicado el 25 de abril de 2007 por Media Factory. El sencillo contiene la canción de inicio del anime  "Yume, Hitohira" (夢、ひとひら?) por Yūko Asami, y la canción final llamada "Smile" (スマイル Sumairu?) por Mai Mizuhashi. El primer soundtrack original titulado Hitohira Drama & BGM Mugi Asai fue publicado el 30 de mayo de 2007 by Media Factory y contiene canciones de música de fondo música de fondo junto con canciones que lo hacen parecer a un drama CD. El segundo soundtrack titulado Hitohira Drama & BGM Nono Ichinose fue publicado el 27 de junio de 2007 por Media Factory.